# آلخاندرو فاورلین
آلخاندرو دامیان فاورلین (متولد ۹ آگوست ۱۹۸۶) یک فوتبالیست حرفه ای اهل آرژانتین است که در پست هافبک برای باشگاه ماربلا اسپانیا بازی می کند.

## افتخارات

### باشگاهی
کوئینز پارک رنجرز
- قهرمان چمپیونشیپ: 11-2010

### فردی
- بهترین بازیکن سال کوئینز پارک رنجرز از نگاه هواداران: 10-2009